# Pierre-Paul Royer-Collard
Pierre Paul Royer-Collard (Sompuis, 21 giugno 1763 – Châteauvieux, 2 settembre 1845) è stato un politico e filosofo francese.
Era fratello maggiore dello psichiatra Antoine-Athanase Royer-Collard.

## Biografia

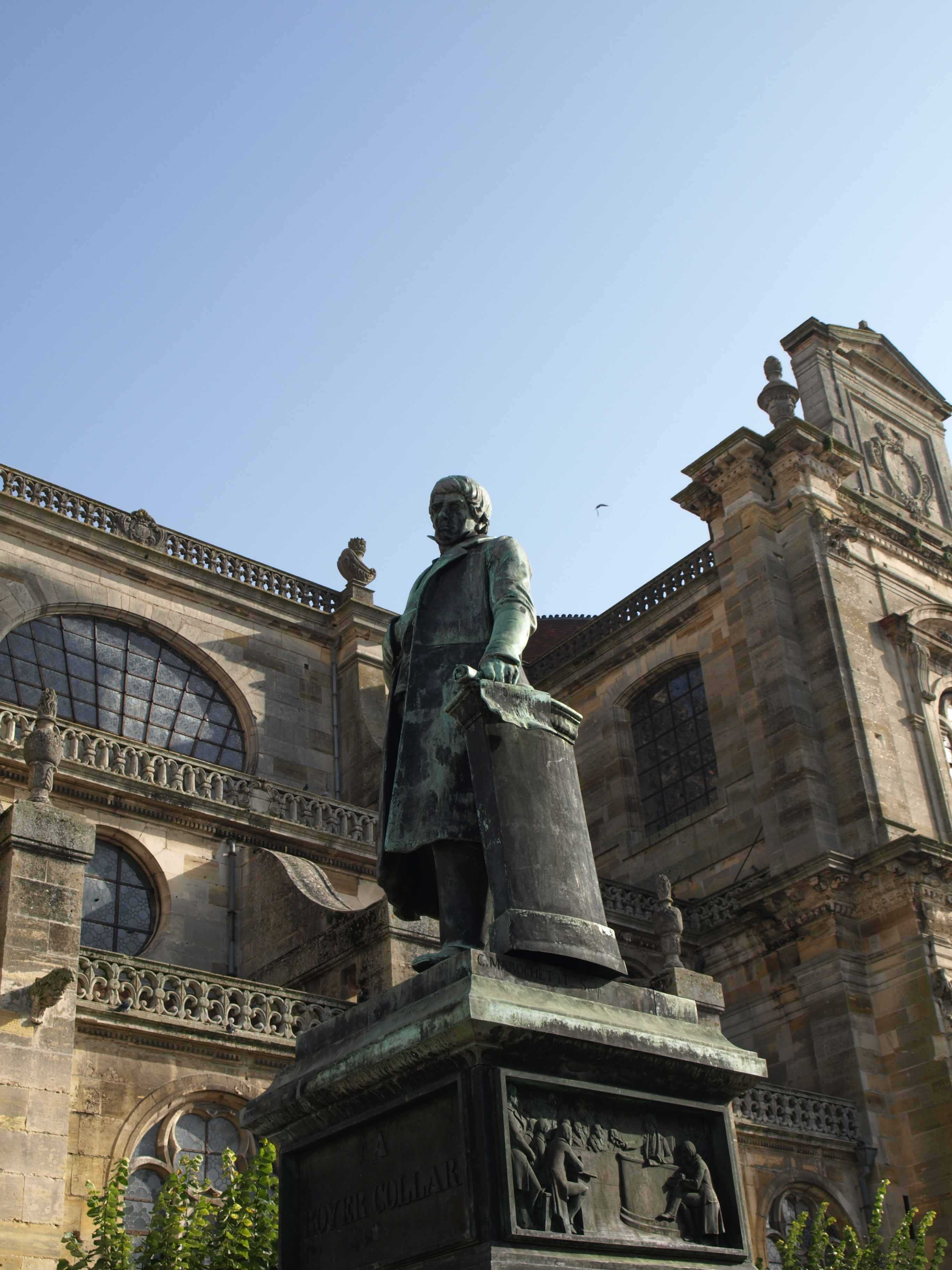
Statua di Royer-Collard davanti alla Collégiale Notre-Dame di Vitry-le-François

Nacque a Sompuis, nei pressi di Vitry-le-François (Marne), figlio di Antoine Royer, un piccolo commerciante.  La madre, Angélique Perpétue Collard, era una donna dal carattere forte e molto religiosa. A dodici anni Pierre Paul Royer fu mandato in un collegio di Chaumont diretto da uno zio, padre Paul Collard. Seguì poi lo zio a Saint-Omer, dove studiò matematica.
Nel 1811 gli fu assegnata la cattedra di Storia della filosofia alla Sorbona. In seguito divenne presidente del consiglio della Pubblica istruzione e tale rimase fino al 1818.
Fu uno dei più eminenti rappresentanti dei cosiddetti liberali dottrinari: liberali fedeli al principio monarchico, ma sostenitori di un rafforzamento dei poteri del parlamento, con connesso indebolimento di quelli del sovrano, rispetto a quanto stabilito nella Carta ottriata (concessa) da Luigi XVIII nel 1814.
Nel marzo 1830 venne prescelto da Carlo X (nella cinquina proposta dalla Camera dei deputati) quale presidente dell'assemblea elettiva.  Con questa carica presentò, il 30 marzo 1830 al sovrano il cosiddetto 'Indirizzo dei 221', uno dei fattori alla base della successiva Rivoluzione di luglio.